# Klimakompensation
Klimakompensation (auch CO2-Kompensation, selten Emissionskompensation, engl. climate compensation, carbon offsetting) soll Treibhausgas-Emissionen ausgleichen. Dafür werden die Emissionen eines Produktes, einer Dienstleistung, eines Unternehmens oder eines Staates bilanziert und für die ausgestoßenen Treibhausgase auf einem Kompensationsmarkt CO2-Gutschriften (engl. carbon credits oder carbon offsets) gekauft. Diese Gutschriften verbriefen Emissionsminderungen aus andernorts durchgeführten Klimaschutzprojekten. Für solche Klimaschutzprojekte gibt es im Wesentlichen drei Optionen: Emissionen zu vermeiden, also beispielsweise Wälder vor Abholzung zu bewahren, Kohlenstoff mit natürlichen Kohlenstoffsenken zu binden, beispielsweise durch den Aufbau einer Humus-Schicht in Böden, oder Kohlenstoff endzulagern, z. B. in Form von Graphit oder kohlenstoffhaltigen chemischen Verbindungen. Die Einnahmen aus den Gutschriften tragen zur Finanzierung der Klimaschutzprojekte bei.
Es wird unterschieden zwischen der Kompensation, die zur Erfüllung der Klimaschutzpflichten von Staaten und Unternehmen beiträgt, und der freiwilligen Kompensation, an der auch Privatpersonen teilnehmen können, etwa zum freiwilligen Ausgleich von Flügen. CO2-Gutschriften für verpflichtende Kompensation werden auf sogenannten Verpflichtungsmärkten (compliance markets) gehandelt, solche für freiwillige Kompensation auch auf Voluntary Markets. Auf der Klimakonferenz der Vereinten Nationen in Glasgow wurde im Jahr 2021 ein internationales Regelwerk für einen Mechanismus zur Vermeidung von Treibhausgasemissionen und zur Förderung nachhaltiger Entwicklung unter dem Pariser Übereinkommen verabschiedet, durch den für den Clean Development Mechanism (CDM), einem internationalen Kompensationsmarkt, Normen definiert werden.
Bei einer rechnerisch vollständigen Kompensation werden Produkte, Unternehmen oder Staaten auch als „klimaneutral“ bezeichnet. Die Wirksamkeit der Kompensation hängt aber von der zutreffenden Bilanzierung, Zusätzlichkeit und Dauerhaftigkeit der Emissionseinsparungen aus den Klimaschutzprojekten ab. Wissenschaftliche Untersuchungen deuten darauf hin, dass für die meisten Kompensationsprojekte deutlich mehr CO2-Gutschriften ausgegeben werden als sie tatsächlich an Emissionsminderungen bewirken. Viele Umwelt- und Verbraucherschutzverbände lehnen Klimakompensation ab. Einerseits bestehe die Gefahr eines Ablasshandels: Unternehmen müssten ihre Emissionen nicht senken, um sich klimaneutral zu nennen. Es reiche, dass sie Kompensationsgutschriften kaufen, ohne Geschäftspraktiken zu ändern. Andererseits würde Kompensation genutzt, um klimaintensive Produkte wie Öl oder Rindfleisch „grün zu waschen“.

## Funktionsweise

Funktionsweise der Kompensation von Treibhausgasemissionen

Für die Atmosphäre unseres Planeten ist es nicht von Belang, an welchem Ort der Erde Treibhausgase emittiert werden. Ebenso ist es für das globale Klima nicht von Belang, wo CO2 eingespart wird. Der Grundgedanke der Kompensation ist es, den Ausstoß einer bestimmten Menge an Treibhausgasemissionen, der an einem Ort der Welt nicht vermieden wird, an einem anderen Ort der Welt zu verhindern.
Diesem Zweck dienen Klimaschutzprojekte. Das sind meist Projekte, die den Ausstoß klimarelevanter Gase vermeiden, beispielsweise Methanvermeidungs- oder Windkraftanlagen. Es kann sich auch um Senkenprojekte handeln, die der Atmosphäre Treibhausgase dauerhaft entziehen und in Kohlenstoffsenken speichern, beispielsweise durch Aufforstung. Individuen oder Unternehmen, die ihre eigenen Emissionen kompensieren wollen, erfassen diese und geben Geld für solche Projekte. Dadurch kann die eingesparte Menge an Treibhausgasen einmalig zugeordnet und somit der Bedarf an Klimaschutzprojekten gesteigert werden.
Der Transfer der Kompensationszahlung zum Klimaschutzprojekt wird mit sogenannten CO2-Gutschriften gesteuert. Der Besitz einer Gutschrift steht dabei für eine gewisse Menge (meist eine Tonne) CO2, die durch ein Projekt eingespart wird. Zunächst erhält der Betreiber eines solchen Projektes die Gutschriften und kann sie verkaufen, meist an Händler bzw. Kompensationsdienstleister. Wer Geld für ein Klimaschutzprojekt gibt, erwirbt solche Gutschriften. Der Vorteil dieses Prinzips ist es, dass Emissionen dort eingespart werden, wo es wirtschaftlich am günstigsten umsetzbar ist.
Allerdings muss sichergestellt sein, dass ein Projekt nur deshalb umgesetzt wird, weil es die zusätzliche Finanzierung durch den Kompensationsmechanismus erhält. Der Fachbegriff für dieses wesentliche Kriterium ist die Zusätzlichkeit der Emissionsminderungen. Außerdem muss die Emissionsminderung dauerhaft erfolgen (Dauerhaftigkeit, Permanenz-Problem). Dieses Problem wird durch nur temporär gültige Gutschriften, die immer wieder neu erworben werden müssen, oder durch ein Mehr an Kompensationsmaßnahmen angegangen.
Die Klimakompensation kann sowohl von Unternehmen wie auch von Privatpersonen durchgeführt werden. Im Rahmen von Artikel 6 des Pariser Klimaabkommens können auch Staaten Emissionen ausgleichen durch Klimaschutzmaßnahmen in anderen Staaten.

## Zertifizierung und Gutschriftenhandel
CO2-Gutschriften werden auf zwei Typen von Märkten gehandelt: Auf Staatenebene werden derzeit sogenannte Verpflichtungsmärkte im Rahmen des Pariser Übereinkommens ausgestaltet. Sie folgen den Märkten des inzwischen ausgelaufenen Kyoto-Protokolls nach. Neben den Verpflichtungsmärkten gibt es die freiwilligen Märkte (Voluntary Markets). Dabei prüfen unabhängige Institutionen Nutzen und Qualität der Projekte und zertifizieren diese. Zwei verbreitete Standards hierfür sind der Verified Carbon Standard (kurz VCS) von Verra und der Gold Standard (kurz GS) von der Gold Standard Foundation.
- Der nach eigenen Angaben am weitesten verbreitete Standard ist der Verified Carbon Standard (VCS, bis 2011 Voluntary Carbon Standard). Laut Verra müssen die Projekte zusätzliche Kriterien bezüglich Alter und sozialem Nutzen erfüllen.[13]
- Das deutsche  Umweltbundesamt empfahl 2021 darauf zu achten, dass Kompensationsanbieter den Gold Standard erfüllen. Die Anbieter müssen auch Umwelt- und soziale Standards beachten.[14] Der Gold Standard zertifiziert sowohl Klimaschutzprojekte, die zu auf Verpflichtungsmärkten gehandelten Emissionsreduktionen führen (siehe CDM Gold Standard), als auch solche für freiwillige Märkte. Der Gold Standard wurde von WWF, SouthSouthNorth und Helio International entwickelt.

Eine freiwillige Kompensation kann sowohl auf freiwilligen Märkten als auch auf Verpflichtungsmärkten erfolgen. Umgekehrt kann aber auf einem freiwilligen Markt keine Kompensation erfolgen, um Pflichten aus dem Kyoto-Protokoll, dem Pariser Übereinkommen oder einem Emissionshandelssystem wie dem EU-ETS zu erfüllen. Der staatlich geregelte Markt ist an Börsen gebunden, in Deutschland ist das die Energiebörse European Energy Exchange (EEX) in Leipzig.
Gutschriften, die auf freiwilligen Märkte gehandelt werden, werden auch Voluntary Emission Reductions oder Verified Emission Reductions (VER) genannt. Auf dem freiwilligen Markt werden CO2-Gutschriften außerbörslich übertragen, meist über einen Kompensationsdienstleister als Händler. Zertifizierungen wie VCS, Gold Standard, CarbonFix, CCB Standards, DFG-Energy sollen die Glaubwürdigkeit erhöhen: Solche Standards sollen die Wirksamkeit unterstreichen und sicherstellen, dass Gutschriften nicht mehrfach verkauft werden. Die so übertragenen Gutschriften werden dann dauerhaft stillgelegt. Das britische Unternehmen Markit führt eine weltweite Datenbank (environmental registry), in der die verkauften Gutschriften auf Stilllegung geprüft werden können.
Man unterscheidet zwischen Ex-ante- und Ex-post-Gutschriften:
- Ex-ante-Gutschriften beinhalten künftige Emissionsreduktionen. Ex-ante-Gutschriften erlauben es, Klimaschutzprojekte bereits zu ihrem Start zu finanzieren.
- Ex-post-Gutschriften beinhalten bereits erfolgte Emissionsreduktionen. Sie vermeiden gegenüber Ex-ante-Gutschriften das Risiko falscher Prognosen über künftige Emissionsreduktionen. Der Anbieter eines Ex-post-Projektes muss finanziell in Vorleistung gehen.

## Kompensationsdienstleister
Verschiedene Organisationen wie z. B. atmosfair, myclimate, Primaklima und Klima-Kollekte bewegen sich als Dienstleister auf dem freiwilligen Markt und bieten die Neutralstellung von Unternehmen, Dienstleistungen, Produkten oder Events an. Sie setzen dabei vor allem darauf, einzelne besonders klimaschädliche Aktivitäten wie etwa Flüge auszugleichen. Produkte, deren Emissionen vollständig kompensiert wurden, werden häufig als „klimaneutral“ oder „klimafreundlich“ bezeichnet.
Die Kompensationsdienstleistung wird hier, bis auf wenige Ausnahmen, in internationalen Projekten erbracht. Um die Nachfrage nach nationalen Gutschriften zu befriedigen wurde mit den MoorFutures ein Angebot geschaffen. MoorFutures sind regionale CO2-Gutschriften, die durch die Wiedervernässung ausgewählter Moore in Deutschland generiert werden. Neben der Klimaneutralität entsteht hier noch ein Mehrwert für Umwelt und Natur.
Ein weiterer Anbieter von regionalen Klimaschutzprojekten ist das Münchner Start-up Pina Earth. Die Wälder in der EU sind aufgrund des Klimawandels stark gefährdet. Pina Earth entwickelt zertifizierte Waldumbauprojekte mit dem Ziel, Wälder in Deutschland biodivers und klimaresilient gegen zunehmende Hitze, Stürme und Trockenheit zu gestalten. Die digitale Plattform von Pina Earth ermöglicht es Unternehmen, in lokale CO2-Zertifikate zu investieren, um die Umbaumaßnahmen zu finanzieren. So verfolgt Pina Earth das Ziel, mit lokalen Wäldern das globale Klima zu schützen.
Einen anderen Ansatz verfolgen der deutsche Verein Compensators* e. V. sowie das gemeinnützige Unternehmen ForTomorrow gGmbH. Sie nehmen am EU-Emissionshandel teil, kaufen dort Zertifikate auf und legen sie dauerhaft still. Dadurch stehen den Anlagen- und Kraftwerksbetreibern innerhalb des Emissionshandels weniger Zertifikate zur Abdeckung ihrer Emissionen zur Verfügung und sie sind gezwungen, ihren Ausstoß zu verringern. Im Gegensatz zur Mehrheit der Kompensationsmaßnahmen verringert dies Emissionen innerhalb Europas.
Die Initiative „CO2-neutrale Website“ bietet die Emissions-Kompensation von Websites inklusive ihren Nutzern an. Eine Grundidee ist dabei überall, dass durch die Bündelung der Kompensationen die Geldbeträge möglichst effektiv für Klimaschutzprojekte eingesetzt werden können.
Die Organisation foodwatch analysierte 2022 diverse Vermittlungsagenturen im Lebensmittelsektor, die an Unternehmen „klimaneutral“-Label verkaufen. Sie kritisierte, dass keine der untersuchten Agenturen sicherstellt, dass Unternehmen ihre Emissionen ernsthaft reduzieren müssen. Darüber hinaus würden die Kompensationsdienstleister viel Geld durch die Vermittlung von CO2-Gutschriften einnehmen. ClimatePartner habe in einem Fall 77 Prozent aufgeschlagen. „Unearthed“ von Greenpeace weist in einer Recherche eine siebenfache Preissteigerung nach.

## Wirksamkeit und Kritik
Die CO2-Zertifikate geraten zunehmend in die Kritik, weil sie aufgrund laxer Standards häufig wenig effektiv, wenn nicht sogar wertlos sein sollen.
Das Öko-Institut hat im Auftrag der Europäischen Kommission mehrere hundert Kompensationsprojekte untersucht, die im Rahmen der Clean Development Mechanismen des Kyoto-Protokolls bis 2012 durchgeführt wurden. Lediglich zwei Prozent der untersuchten Projekte hielten sehr wahrscheinlich, was sie versprachen. 85 Prozent der Projekte hatten wahrscheinlich zu keinen zusätzlichen Emissionsminderungen geführt oder zu geringeren als vorgegeben.
Die Ökonomin Claudia Kemfert kritisiert: „Die vernünftige Idee der CO2-Kompensation wird durch Tricks pervertiert“. Mit dem Etikett „klimaneutral“ würden Mogelpackungen verkauft. Diese würden uns von einer klimagerechten Welt mehr denn je entfernen.
foodwatch fordert ein Verbot von „klimaneutral“-Aussagen auf Lebensmitteln: „Begriffe wie „CO2-neutral“ oder „klimapositiv“ sagen nichts darüber aus, wie klimafreundlich ein Produkt tatsächlich ist.“ Die Organisation kritisiert, dass hinter den Labels ein „Riesenbusiness“ stecke, „von dem alle profitieren – nur nicht der Klimaschutz.“ In einem Report erläutert foodwatch diese Kritik.
Der Bund Naturschutz bezeichnet Klimakompensation als „fragwürdig“ und „dass es oft schwierig ist, nachzuweisen, ob und, wenn ja, wie viel CO2 ein Klimaschutzprojekt tatsächlich zusätzlich eingespart hat. Bei Forstprojekten geht die Rechnung gar nicht auf: Wenn Kohle verbrannt wird, wird Kohlenstoff frei, der zuvor unter der Erde sicher und dauerhaft gebunden war. Von Baumplantagen wird es hingegen nur kurzfristig gebunden.“
Greenpeace schreibt, „Kompensationsprojekte bringen einfach nicht das, was wir brauchen – eine Verringerung der Kohlenstoffemissionen“ und „sie sind eine Ablenkung von den wirklichen Lösungen für den Klimawandel.“
Im Jahr 2023 kam um die im CO2-Zertifikatenhandel führende Firma South Pole aus Zürich Kritik auf, da beim größten Kompensationsprojekt, einem Waldschutzprojekt in Simbabwe, nur für einen Bruchteil der versprochenen Gelder nachgewiesen werden konnte, dass sie wirklich vor Ort im Waldschutzprojekt ankamen. Im November 2023 gaben ihr CEO Renat Heuberger, welcher auch Mitbegründer von myclimate ist, sowie der Europa-Chef Bastien Girod ihren Rücktritt bekannt. Mit den gehandelten Zertifikaten könnten sich Firmen, u. a. Gucci, Volkswagen und Nespresso, mit Labels wie «klimaneutral» schmücken. Im Mai 2024 ergab eine weitere Untersuchung der weltweit größten Unternehmen durch die Nichtregierungsorganisation Corporate Accountability, dass mehr als ein Drittel der getätigten Kompensationskäufe keinerlei oder zum Teil umweltschädigende Effekte zur Folge hätte. Dies sei bei einer Reihe von Unternehmen der Mineralöl- und Luftfahrtbranche, aber auch Herstellern von Luxusgütern und Lebensmitteln Delta, ExxonMobil, Disney, easyJet and Nestlé der Fall.
Laut einer 2024 erschienen Studie ist die Finanzierung elektrischer Öfen und Wasserkocher, eine in der Vergangenheit häufig durch Kompensation finanzierte Maßnahme, die die Abholzung und Nutzung fossiler Brennstoffe verringern soll, zehn Mal weniger effektiv als gemeinhin beworben. Ebenfalls 2024 ergab eine Metaanalyse, dass weniger als 16 Prozent der gehandelten CO2-Gutschriften für reale Emissionsreduktionen in den untersuchten Projekten stehen.
Eine wesentliche Ursache für die mangelhafte Wirksamkeit ist, dass Kompensationsprojekte meist die Auditoren selbst beauftragen und bezahlen, die die durch das Projekt vermiedenen Emissionen prüfen sollen. Diese Auditoren unterlägen, so eine 2025 veröffentlichte Übersichtsarbeit, einer selbstwertdienlichen Verzerrung und würden das ihnen vorliegende Material im Sinn ihrer Auftraggeber interpretieren.

### Ablasshandel
Im gesellschaftlichen Diskurs wird Klimakompensation teilweise als eine Form des Ablasshandels bezeichnet. Denn es ist möglich, sich ohne jegliche Emissionsreduktion als „klimaneutral“ zu vermarkten – durch den Kauf von CO2-Gutschriften. Diese Kritik gilt vor allem Projekten zur Kompensation, die keine wirksamen Effekte haben. Ein Grund dafür können hohe Verwaltungskosten oder strittige Berechnungsmethoden sein. Die Kritik des Ablasshandels gilt auch Anbietern und Konsumenten, die freiwillige Kompensationsmaßnahmen als Ersatzhandlung für mögliche Verhaltensänderungen einsetzen. Das Umweltbundesamt stuft Emissionsvermeidung als generell vorrangig gegenüber der Kompensation ein.
Um dem Vorwurf des „Klima-Ablasses“ entgegenzutreten, legen viele Anbieter Wert darauf, ihren Kunden und Spendern Beratung anzubieten, mit dem Ziel CO2-Emissionen vermeiden oder reduzieren zu können, bevor eine Klimakompensation notwendig wird. Da die Anbieter i. d. R. lediglich Beratung anbieten und Reduktionen nicht verpflichtend machen, bleiben dennoch „klimaneutrale“ Produkte ohne ernsthafte Reduktionen auf dem Markt. So zum Beispiel eine Milch von Aldi: „verbindliche Reduktionsmaßnahmen für die Landwirte aber gab es nicht – obwohl 89 Prozent der Emissionen für die Aldi-Milch der Molkerei zufolge aus Milchproduktion stammen.“

### Mangelnde Dauerhaftigkeit
Der natürliche Abbau von CO2 in der Atmosphäre kann 1000 Jahre und länger dauern. Eine Kompensationsmethode müsste über diesen Zeitraum wirksam und intakt sein. Ein Negativbeispiel sind von Microsoft und BP 2016 finanzierte Ausgleichsflächen, die fünf Jahre später abbrannten.

### Verlagerungen
Insbesondere bei naturbasierten Lösungen wie Waldschutzprojekten können Verlagerungseffekte auftreten. Wenn beispielsweise eine Regenwald-Fläche vor Abholzung geschützt werden soll, kann dies in einem beschränkten lokalen Gebiet gelingen: Ein spezielles Waldgebiet wird geschützt. Es ist jedoch möglich, dass die gleiche Menge Regenwald in einem anderen Land abgeholzt wird, weil global agierende Firmen stattdessen auf andere Gebiete ausweichen. Das Klima ist somit nicht ernsthaft geschützt und die vermeintlichen CO2-Gutschriften entsprechen keiner echten CO2-Vermeidung. In der englischen Fachsprache wird dieses Phänomen als „Leakage“ bezeichnet.

### Rebound-Effekt
Es gibt Indizien, dass Kompensation bei Privatkunden einen nicht-ökonomischen Rebound-Effekt auslösen kann. Eine Untersuchung von Rechnungsdaten eines kalifornischen Stromanbieters ergab, dass Kunden, die an einem freiwilligen Kompensationsprogramm teilgenommen hatten, ihren Stromverbrauch gegenüber den Nicht-Teilnehmern um 1–3 % steigerten. Die Studienautoren schrieben diese Beobachtung einem Verhaltensrebound-Effekt zu. Möglicherweise verringerte die Kompensation das Schuldgefühl der Teilnehmer und erlaubte ihnen, ihre Energie verbrauchenden Aktivitäten fortzuführen oder sogar noch zu steigern (→ Moralische Lizenzierung).

### Doppelzählung
Eine Kernfrage der internationalen Verhandlungen über Marktmechanismen im Rahmen der UNFCCC war immer wieder, wie Doppelzählungen von Emissionsminderungen vermieden werden können. Die Clean Development Mechanismen des Kyoto-Protokolls, das bis 2020 in Kraft war, wurden unter anderem in dieser Hinsicht als mangelhaft kritisiert. Die Vertragsstaaten des Übereinkommens von Paris, das das Kyoto-Protokoll ablöst, einigten sich während der UN-Klimakonferenz in Glasgow 2021 auf Regeln, die die in Artikel 6 des Übereinkommens vereinbarten freiwilligen zwischenstaatlichen Marktmechanismen mit Leben füllen sollen. Ein neues Aufsichtsgremium, das ein zentrales Projektautorisierungssystem überwacht, einheitliche Regeln des Carbon Accounting und eine zentrale Registratur sollen unter anderem Doppelzählungen verhindern. Diese staatlichen Regeln könnten auch Leitbild für die nicht-staatlichen Märkte freiwilliger Kompensationsdienstleistungen werden.

### Land Grabbing
In Uganda kam es im Zuge von Klimakompensation zu Land Grabbing. Das norwegische Unternehmen Green Resources erhielt Lizenzen zum Anlegen von Baumplantagen auf öffentlichem Land, das die dort ansässigen Ureinwohner und Bauern zuvor hatten nutzen dürfen. Die Nutzung des Landes wird ihnen nun teilweise verwehrt und ihre Möglichkeiten, ihren Lebensunterhalt zu bestreiten, werden dadurch stark beeinträchtigt.

## Alternative: Klimaverantwortung
Unter dem Konzept der „Klimaverantwortung“ (auch „Contribution Claim“ und „Corporate Carbon Blueprint“ genannt) versteht sich folgendes Prinzip:
Im ersten Schritt müssen Unternehmen ihre gesamten Emissionen belastbar berechnen. Darauf muss eine deutliche Reduktion der eigenen Emissionen folgen. Im dritten Schritt wird ein Preis pro verbleibender ausgestoßener Tonne CO2 festgesetzt. Dieses Geld muss das Unternehmen als internes Budget für Klimaschutz bereitlegen. Legt ein Unternehmen beispielsweise einen internen CO2-Preis von 50 Euro fest und stößt jährlich 100.000 Tonnen CO2 aus, so entsteht ein Budget von 5.000.000 Euro pro Jahr.
Im nächsten Schritt werden Klimaschutzmaßnahmen umgesetzt, finanziert durch das Budget aus dem internen CO2-Preis. Dieses Budget kann beispielsweise verwendet werden, um den eigenen CO2-Ausstoß zu reduzieren. Aber auch Klimaschutzprojekte in Deutschland und im Ausland können darüber finanziert werden.
Carbon Market Watch schreibt dazu: „Another alternative […] is to invest (the funds) in the development of breakthrough technologies. While such investments often do not generate direct emission reductions in the short term, they are necessary to meet long-term targets.“ (Ungefähre Übersetzung: Eine andere Alternative besteht darin, das Budget in die Entwicklung bahnbrechender Technologien zu investieren. Solche Investitionen führen zwar häufig kurzfristig nicht zu direkten Emissionssenkungen, sind aber notwendig, um langfristige Ziele zu erreichen.)
Das Wuppertal-Institut gibt dafür ein Beispiel: „Denkbar wäre […] die Unterstützung einer nachhaltigen Verkehrsinfrastruktur, die zwar nicht unmittelbar zur Senkung von Emissionen führt aber langfristig zum Klimaschutz beiträgt und breite Nachhaltigkeitswirkungen erzielt.“
Auch das New Climate Institute, das Öko-Institut und der WWF Deutschland nennen Klimaverantwortung als Alternative.

## Dokumentarfilm
- Martin Voill: Die CO2-Lüge. Was die Kompensationsgeschäfte wirklich für das Klima bringen (arte, 53 Min., 2024)[60]